# Zoarces vivípar
El zoarces vivípar (Zoarces viviparus) és una espècie de peix de la família dels zoàrcids i de l'ordre dels perciformes present a l'Atlàntic nord-oriental: Bèlgica, Dinamarca, Estònia, Finlàndia, Alemanya, Irlanda, Letònia, Lituània, els Països Baixos, Noruega, Polònia, Rússia, Suècia, Anglaterra, Escòcia i Gal·les. És inofensiu per als humans i respira aire quan és fora de l'aigua.
Els mascles poden assolir 52 cm de longitud total i 510 g de pes. Pell viscosa i color variable.
És un peix de clima temperat i demersal que viu entre 0–40 m de fondària.
L'aparellament té lloc entre l'agost i el setembre. La fertilització és interna i la femella pareix entre 30 i 400 cries que fan 35–55 mm de llargària.
S'ha descobert que la femella alleta les cries durant la gestació, essent a data de l'estudi l'únic cas conegut de peix que alleta les seves cries.
Menja gastròpodes, quironòmids, crustacis i ous i alevins de peixos.
És depredat per la foca de Grenlàndia (Phoca groenlandica) i a Finlàndia pel lluç de riu (Esox lucius), el bacallà (Gadus morhua), la lota (Lota lota) i Perca fluviatilis.